# 彰化縣公車16路
彰化縣公車16路目前行駛自朝馬轉運站到彰化車站。此路線大部份行駛於台74線，為唯一進入臺中市之彰化縣公車路線。2020年4月8日通車，由中鹿客運營運。

## 路線基本資料
行駛區間為「朝馬轉運站－彰化車站」。
自朝馬轉運站起，沿市政北六路、惠來路二段、市政路、台74線、彰南路三～一段、中山路三段、中正路一段至彰化車站。

### 停站
路線圖更新時間為2020年4月8日。